# Nikolaus I. (Papst)
Nikolaus I., bisweilen auch Nikolaus der Große genannt (* 820 in Rom; † 13. November 867 ebenda), war vom 24. April 858 bis zu seinem Tod im Jahr 867 Papst. Der Tag seiner Wahl in Anwesenheit von Kaiser Ludwig II. ist unsicher, doch wurde er am 24. April inthronisiert. Nikolaus I. gilt als Erneuerer der päpstlichen Autorität und Macht und als einer der bedeutendsten Päpste des Frühmittelalters.

## Leben

### Kirchliche Laufbahn
Nikolaus wurde von Papst Sergius II. zum Subdiakon geweiht und wurde 847 Diakon. Er wird in den Quellen als intelligenter und fähiger Mann beschrieben. Er war einer der engsten Berater von Papst Benedikt III.; als dieser starb, wurde er zu dessen Nachfolger gewählt.

### Pontifikat
Aus den ersten beiden Jahren seines Pontifikats ist faktisch nichts bekannt, doch entwickelte Nikolaus offenbar ein recht stark ausgeprägtes Selbstverständnis seines Amtes und betonte die päpstliche Autorität. Seit Mitte des 8. Jahrhunderts fungierten die Frankenkönige aus dem Hause der Karolinger als päpstliche Schutzmacht, was politisch faktisch zu einer Abhängigkeit des Papsttums geführt hatte. Unter Nikolaus begann sich das Papsttum aus dieser Abhängigkeit zu befreien. Dazu machte er sich den Widerstand vieler Bischöfe gegen ihre Metropoliten zunutze, die sich stärker auf die Autorität des Papstes bezogen, um die zwischengelagerte Ebene der Kirchenhierarchie zu schwächen. 861 setzte er den kaiserfreundlichen Erzbischof Johannes VII. von Ravenna ab, nachdem sich dieser in römische Angelegenheiten eingemischt hatte. Nikolaus brachte auch gegenüber Hinkmar von Reims den päpstlichen Vorranganspruch zur Geltung.
Nikolaus lehnte eine Scheidung des fränkischen Königs Lothar II. von Theutberga ab, der seine Mätresse Waldrada heiraten wollte. Als das Konzil von Metz sich zugunsten der Scheidung aussprach, annullierte Nikolaus dessen Beschlüsse und exkommunizierte 863 drei Erzbischöfe (darunter Gunthar von Köln). Auch sein Nachfolger Hadrian II. hielt diese Entscheidung aufrecht, nahm jedoch Lothar wieder in die Gemeinschaft der Kirche auf.
Nikolaus I. ist bekannt für seinen Vorschlag einer verkürzten Taufformel „Im Namen Christi“ statt der trinitarischen Taufformel. Sein Vorschlag wurde verworfen und gilt als Irrlehre.
Zur Zeit von Nikolaus’ Pontifikat begann die Slawenmission, mit der Kyrill und Methodius beauftragt wurden. Dieses Engagement in Südosteuropa führte zu Spannungen zwischen der West- und der Ostkirche in Konstantinopel, die sich zunehmend zuspitzten. Sie brachen offen aus, als der seinerzeitige Patriarch von Konstantinopel Ignatios abgesetzt und der Laientheologe Photios zum Patriarchen ernannt wurde. Nikolaus beschwerte sich beim byzantinischen Kaiser Michael III. und sandte eine Untersuchungskommission nach Konstantinopel. In einer Synode im Lateran (August 863) setzte er Photios ab und exkommunizierte ihn. Weiteren Konfliktstoff barg 866 die Anlehnung Boris I., des ersten christlichen Bulgarenherrschers, an Rom. Photios seinerseits setzte den Papst in einer Synode zu Konstantinopel im September 867 ab, doch Nikolaus starb noch im selben Jahr, so dass der Konflikt vorläufig nicht weiter ausgetragen wurde.
Der von Nikolaus ausgelöste Konflikt zwischen Rom und Konstantinopel führte 1054 schließlich zur Lösung der römischen Kirche von der übrigen Gemeinschaft der Christenheit, d. h. der „einen, heiligen, katholischen und apostolischen Kirche“ (im griechischen Original: „… μίαν, ἁγίαν, καθολικὴν καὶ ἀποστολικὴν ἐκκλησίαν“). Dem entgegen bezeichnete Rom die beiden geschichtlichen Ereignisse später als „Photianisches Schisma“ und Morgenländisches Schisma. Darüber hinaus bezeichnete der römische Bischof von da an ausschließlich das eigene Patriarchat als „katholisch“.
Nikolaus I. gilt in der neueren Forschung als ein machtbewusster und kraftvoller Papst, der den päpstlichen Vorranganspruch bewusst artikulierte. Er war somit ein Vorbereiter des päpstlichen Universalanspruchs, der dann im Hochmittelalter besonders stark zur Geltung kam. Nur Gregor der Große wird von den Päpsten im Decretum Gratiani öfter erwähnt.

### Gedenktag
Nikolaus I. ist ein Heiliger der Katholischen Kirche. Sein Fest- und Gedenktag ist wie sein Todestag der 13. November.